# 분원초등학교
분원초등학교는 대한민국 경기도 광주시 남종면 분원리에 있는 공립 초등학교이다.

## 학교 연혁
- 1921년 12월 1일 분원공립보통학교 개교
- 1938년 4월 1일 교명 변경 (분원공립심상소학교)
- 1941년 4월 1일 교명 변경 (분원공립국민학교)
- 1978년 3월 1일 삼성분교장 본교로 이전관리
- 1982년 3월 1일 병설유치원 설치
- 1988년 3월 1일 검천분교장 편입
- 1995년 3월 1일 검천국민학교 통폐합
- 1996년 3월 1일 분원초등학교로 교명 변경
- 1997년 2월 28일 삼성분교장 통폐합
- 1998년 5월 7일 삼성교통학교 및 검천 수련원 개원
- 2006년 6월 1일 검천수련원→검천미술체험학습장으로 변경운영
- 2008년 3월 1일 삼성교통학교 도수초교로 이전관리
- 2014년 3월 1일 제24대 최용길 교장 취임
- 2015년 2월 14일 제91회 졸업(총 3026명)
- 2015년 3월 1일 초등학교 6학급, 유치원 1학급 편제
- 2017년 2월 6일 93회 졸업(총 3062명)
- 2017년 3월 1일 초등학교 6학급 유치원 1학급 편제

## 소장 문화재
《사옹원 분원리 석비군》은 선정비16, 송덕비2, 기념비1로 구성되어 있다. 선정비는 사옹원 도제조, 제조, 번조관, 군수의 선정을 기념하기 위한 비석이다. 송덕비는 1941년 면장과 학교장을 지낸 인물을 기리기 위한 것이고, 시혜기념비는 흉년에 재산을 출연하여 동민(洞民)을 살린 것을 기념하는 비석이다. 2008년 4월 21일 광주시의 향토문화유산 제3호로 지정되었다.

## 학교 상징
- 교목(校木) - 향나무
- 교화(敎化) - 장미